# من المزرعة إلى المدرسة
برنامج من المزرعة إلى المدرسة (بالإنجليزية: Farm-to-school)‏ هو برنامج أُطلِق في الولايات المتحدة، تشتري المدارس من خلاله الأطعمة الطازجة والمنتجة محليًا، وذلك كالألبان والفواكه والخضروات والبيض والعسل واللحوم والفاصوليا وتُدرجها في قوائم الطعام الخاصة بها. تتضمن المدارس أيضًا مناهج قائمة على التغذية، وتزود الطلاب بفرص تعليمية عملية مثل زيارة المزارع وتعلم أعمال البستنة وبرامج إعادة التدوير. يُمكّن هذا البرنامج الطلاب من تناول الأغذية الطازجة والمحلية، ويُمكّن المزارعين من توسيع نطاق عملهم من خلال مبيعات المدارس. يستطيع المزارعون أيضًا المشاركة في البرامج المصممة لتثقيف الأطفال حول الأغذية والزراعة المحلية.
تُصمم وجبات الغداء المدرسية عمومًا وفقًا للمبادئ التوجيهية التي وضعها برنامج الغداء المدرسي الوطني التابع لوزارة الزراعة الأمريكية. يتناول أكثر من نصف أطفال الولايات المتحدة الغداء في المدرسة يوميًا، ونتج ذلك إلى تقديم نحو 28 مليون وجبة غداء يوميًا. تعتمد الإرشادات الغذائية الخاصة ببرنامج الغداء المدرسي الوطني على التوصيات الغذائية للأمريكيين التي أعدها معهد الطب. يجب أن يحتوي الغداء المدرسي على ثلث المدخول الغذائي المرجعي من السعرات الحرارية، وفيتامينات ألف وسي والكالسيوم والحديد والبروتين، ويجب ألا يحتوي الغداء على أكثر من %30 من إجمالي السعرات الحرارية الموجودة في الدهون، وألا يزيد عن 10% من الدهون المشبعة. توفر الإرشادات توصيات غير واضحة بشأن الفاكهة والخضروات والحبوب الكاملة ومحتوى الصوديوم. تترك المبادئ التوجيهية مجالًا للتفسير ولا تُنتج وجبات صحية دائمًا، فتُعد البيتزا مثلًا في العديد من المدارس وجبة نباتية بسبب صلصة الطماطم التي توجد فيها.
تواجه المدارس بعض المشاكل الغذائية الأخرى، وهي انتشار مصادر الغذاء والوجبات الخفيفة الأخرى فيزيد ذلك غالبًا من سوء مشكلة التغذية المدرسية. يسمى أحد هذه المصادر بالأطعمة السلعية، وهي أطعمة مجانية أو منخفضة التكلفة تدعمها وزارة الزراعة الأمريكية. يذهب %73 من أموال الدعم لشراء اللحوم والألبان، وأقل من 1% لدعم الفواكه والخضروات. تتلقى المدارس أيضًا أغذية مجانية، وهي أطعمة فائضة مجانية من المزارع أو الزراعة واسعة النطاق، ولا تُعد أيضًا من الخيارات الصحية للأطفال. إن الأكثر أهمية هو الاستخدام الواسع النطاق للأطعمة التنافسية، وهو مصطلح يصف الأطعمة والوجبات الخفيفة المقدمة خارج رعاية برنامج الغداء المدرسي السنوي. تشمل الأطعمة التنافسية عناصر مثل آلات البيع (التي عادة ما تحتوي على مشروبات عالية السعرات الحرارية، والمشروبات الغازية، وغيرها من الأطعمة السريعة)، ومحلات الوجبات الخفيفة ومبيعات البيتزا أو الخبز.
يوفر برنامج من المزرعة إلى المدرسة نموذجًا للتأثير الإيجابي على عادات الأكل لدى الأطفال من خلال تحسينات كافيتيريا المدرسة والتثقيف العملي في التغذية ومشاركة المجتمع ودعمه. شهد العقد الماضي طفرة هائلة من الأمراض المتعلقة بالتغذية والصحة في البلاد، وخاصة تلك التي تصيب الأطفال. تشكلت نتيجة لذلك العديد من المبادرات المتخذة لمكافحة معدلات السمنة المتزايدة لدى الأطفال والتي تستهدف التغييرات في المدرسة على مستوى المجتمع والأفراد. تعتبر مبادرة من المزرعة إلى المدرسة إحدى هذه المبادرات، وتتمتع أيضًا بفوائد إضافية تتمثل في دعم صغار المزارعين والزراعة المحلية والاقتصاديات المحلية.

## التاريخ
بدأت الشبكة الوطنية لبرنامج من المزرعة إلى المدرسة عملها في المدارس في الفترة بين عامي 1996 و1997، وذلك انطلاقًا من الرغبة في دعم النظم الغذائية المجتمعية، وتعزيز المزارع الأسرية، وتحسين صحة الطلاب من خلال الحد من السمنة لدى الأطفال. اعتُرِف رسميًا ببرنامج من المزرعة إلى المدرسة الوطني في عام 2004، وشمل 400 برنامج في 22 ولاية، واعتُرف به كاستراتيجية للحد من سمنة الأطفال في عام 2011.

### الشبكة الوطنية لبرنامج من المزرعة إلى المدرسة
تأسست الشبكة الوطنية لبرنامج من المزرعة إلى المدرسة في عام 2007، وبدأت كشريك لمعهد السياسات الحضرية والبيئية وكلية أوكسيدنتال وتحالف الأمن الغذائي المجتمعي. أصبحت الشبكة الوطنية لبرنامج من المزرعة إلى المدرسة منظمة خاصة يمولها مركز المد والجزر في أواخر عام 2011. تُعد الشبكة الوطنية لبرنامج من المزرعة إلى المدرسة بمثابة مركز للمعلومات، والدعوة والتشبيك للمجتمعات التي تعمل على توفير مصادر الغذاء المحلية والحدائق المدرسية والتعليم الغذائي والزراعي للمدارس ومراكز الرعاية والتعليم المبكر. تشمل الشبكة الوطنية لبرنامج من المزرعة إلى المدرسة الولايات الخمسين، وواشنطن العاصمة، والمجتمعات الأصلية، والأقاليم الأمريكية، ويُمثّل جميع الشركاء الأساسيين والداعمين.
مجالات الأولويات الستة الرئيسية للشبكة هي:
- تطوير السياسات
- التدريب والمساعدة الفنية
- تطوير المعلومات ونشرها
- التشبيك
- وسائل الإعلام والتسويق
- البحث والتقييم

## فوائد برنامج من المزرعة إلى المدرسة
يساعد نهج برنامج من المزرعة إلى المدرسة الأطفال على فهم مصدر الغذاء وكيفية تأثير خياراتهم الغذائية على أجسامهم وبيئتهم ومجتمعاتهم ككل.
تشمل الفوائد المحتملة للبرنامج على المجتمعات والمدارس والمزارعين والأطفال ما يلي:
- التعليم الغذائي للطلاب
- المشاركة في برنامج الوجبات المدرسية
- زيادة استهلاك الفواكه والخضروات
- تحسين التغذية
- انخفاض نسبة الجوع
- الوقاية من السمنة
- التنمية الاقتصادية المحلية: يحفّز كل دولار يُستثمر في برنامج من المزرعة إلى المدرسة ما بين 0.60 و2.16 دولارًا إضافيًا للنشاط الاقتصادي المحلي.[5]
- فرص السوق للمزارعين
- الأمن الغذائي للأطفال
- انخفاض المسافة بين المنتج والمستهلك
- التأثير في صنع السياسات على الصعيدين المحلي والإقليمي

أظهرت الدراسات الحديثة التي أجرتها بيري وآخرون فوائد إضافية غير متوقعة من برامج مشابهة لبرنامج من المزرعة إلى المدرسة، وتدل الاقتباسات التالية على ذلك:
- «يستهلك الطلاب الذين يتناولون من قسم وجبات الغداء الطازجة المكونة من سلطة المزرعة ما بين 90-%144 من الوجبات اليومية الموصى بها من الفواكه والخضروات، وذلك مقارنة بالطلاب الذين يتناولون وجبات الغداء الساخنة بنسبة تتراوح بين 40-60% من الوجبات الموصى بها»

- «تثبت تجارب البرامج الحالية أن التثقيف الغذائي المبتكر، والتعليم التجريبي، وبرامج التسويق لقسم السلطة هي المفتاح لتشجيع الناس على هذه البرامج، بالإضافة إلى الحفاظ على المشاركة القوية في برنامج وجبة الكافتيريا».

## تأثير بيئي
نظرت العديد من الدراسات في التأثير البيئي للزراعة التقليدية أمام حركة الغذاء المحلية. تُبين هذه الدراسات عدم وجود منهجية ثابتة لقياس استهلاك الطاقة في المزارع المحلية أمام المزارع غير المحلية. يفتقر جزء كبير من الأبحاث المتعلقة بالزراعة المحلية إلى المكونات الرئيسية لعملية «من المزرعة إلى المستهلك» واستهلاك الطاقة المعنية. على سبيل المثال، تُعد التربة الزراعية مسؤولة أيضًا عن إطلاق كميات كبيرة من الغازات الدفيئة في الغلاف الجوي، بالإضافة إلى كمية الغازات الدفيئة المنبعثة من نقل الأغذية الزراعية إلى المستهلكين.
تحاول تقنية تقييم دورة الحياة قياس تأثيرات كل نشاط يشارك بشكل مباشر أو غير مباشر في إنتاج، ونقل، وتخزين، وتجارة التجزئة، والاستهلاك، والتخلص من طعام معين من برنامجي «من المزرعة إلى الشوكة» أو «من المزرعة إلى النفاية». لا تزال الأبحاث التي تدرس تقنية تقييم دورة الحياة تشير إلى عدم وجود استنتاج واضح حول التأثير البيئي للزراعة المحلية مقابل الزراعة غير المحلية. وجدت دراسة أجريت في السويد أن النطاق الأصغر للمزارع المحلية ينتج عنه كفاءة طاقة أقل من المستوى الخامس، بعد أن فحصت إنتاج الخبز باستخدام الدقيق المحلي مقابل الدقيق من المناطق الأخرى.
هناك دراسة أخرى تدعم الدراسة القائلة إن أنظمة الغذاء العالمية تتمتع بكفاءة طاقة أفضل بسبب حجم الإنتاج، ويُسمى ذلك بعلم البيئة. قوبلت كلتا الدراستين بدراسات أخرى وجدت انبعاثًا أقل في مرافق صنع الخبز ذات النطاق الصغير، وبدأ التنافس على دقة القياسات في دراسة شيليش وفليسنر. توضح هذه الدراسات التباين الكامن في الإنتاج الزراعي ما يؤدي إلى نشوء مستويات متفاوتة من التأثير على البيئة. تشمل التقييمات البيئية الأخرى لطرق الإنتاج الزراعي ما يلي:
- استهلاك المياه (بما في ذلك تلوث المياه من المجاري المائية السطحية المعرضة لبراز الماشية والحياة البرية).
- استخدام (وإنتاج) الأسمدة والمبيدات (وتأثير هذه المواد الكيميائية على المياه الجوفية).
- خطر تلوث الغذاء والعوامل المعدية من أوقات السفر الطويلة من المزرعة إلى المستهلك
- عمليات تغذية الحيوانات المركزة، والتأثير على صحة الحيوان والبشر.
- أساليب الزراعة الأحادية التي تسبب تآكل التربة واستنزاف مغذيات التربة.

أُنشئت العديد من المنظمات التي تروج لأساليب الزراعة المستدامة على الصعيدين الوطني والدولي استجابة للقلق المتزايد بشأن تأثير أساليب الإنتاج الزراعي الحالية على البيئة والاقتصاد وصحة الإنسان وصحة الحيوان.

## الأثر الاقتصادي
توجد وجهة نظر منتشرة حول أن تقديم وجبات صحية في المدارس والتخلص من تقديم الأطعمة التقليدية مثل الرقائق والمشروبات الغازية والحلويات، سيقلل من الجدوى المالية لبرنامج الغداء المدرسي. تشير مجموعة متزايدة من الأدلة إلى عدم وجود إثبات لوجهة النظر هذه. أبلغت معظم المدارس عن زيادة أو عدم حدوث تغيير في الإيرادات بعد تطبيق معايير التغذية القوية، وتقييد بيع الأطعمة الانتقائية غير الصحية في الدراسات التجريبية، على الرغم من احتمالية ظهور انخفاض مبدئي في الإيرادات.